# Edna Ferber
Edna Ferber, född 15 augusti 1885 i Kalamazoo i Michigan, död 16 april 1968 i New York, var en amerikansk journalist, romanförfattare och dramatiker.
Ferber var medlem i Algonquin Round Table, en grupp författare, skådespelare och kritiker som träffades varje dag för lunch på Algonquin Hotel i New York.

## Författarskap
Edna Ferber skildrade med förkärlek ensamstående arbetande kvinnor, bland annat i Emma McChesney & Co. (1915) och The girls (1921, svensk översättning 1926). Bland hennes övriga arbeten märks So big (1924, svensk översättning Hennes sons framgång 1925) och Cimarron (1930), som skildrar nybyggarlivet i Vilda västern.
Hennes roman Show Boat (1926) omarbetades till musikalen Teaterbåten (1927) av Jerome Kern och Oscar Hammerstein II, och flera andra av hennes romaner blev också film, som Cimarron (1931), Högt spel i Saratoga (1945) och Jätten (1956).

## Utmärkelser
Ferber har en krater på Venus uppkallad efter sig.

## Svenska översättningar
- Hennes sons framgång (So big) (översättning Birgit Möller, Geber, 1925)
- Flickorna (The girls) (översättning Birgit Möller, Geber, 1926)
- Teaterbåten (Show boat) (översättning Birgit Möller, Geber, 1927) (Teaterbåten, översättning Majken Cullborg, Bra böcker, 1967)
- Cimarron (anonym översättning, Bonnier, 1931)
- Kom och ta för er! (Come and get it!) (översättning Louis Renner, Bonnier, 1936)
- Högt spel i Saratoga (Saratoga trunk) (översättning Birgitta Hammar, Bonnier, 1942)
- Av fädernas ätt (Great son) (Bonnier, 1945)
- Jätte (Giant) (Nils Holmberg, Bonnier, 1953)
- Ispalatset (Ice palace) (översättning Sven Bergström, Bonnier, 1959)